# Lionel Jeffries
Lionel Jeffries (ur. 10 czerwca 1926, zm. 19 lutego 2010) – angielski aktor, scenarzysta i reżyser filmowy.

## Filmografia
seriale
- 1979: Minder jako Cecil Caine
- 1982: All for Love jako Arthur
- 1987: Sprawy inspektora Morse’a jako Charles Radford
- 1999: Szpital Holby City jako Harry

film
- 1954: The Black Rider jako Martin Bremner
- 1956: Niemowlę na manewrach jako George
- 1959: Historia zakonnicy jako dr Goovaerts ze Szkoły Medycyny Tropikalnej
- 1963: Długie łodzie Wikingów jako Aziz
- 1966: The Spy with a Cold Nose jako Stanley Farquhar

scenarzysta
- 1970: Przygoda przyjeżdża pociągiem
- 1972: The Amazing Mr. Blunden
- 1977: Wombling Free

reżyser
- 1970: Przygoda przyjeżdża pociągiem
- 1973: Baxter!
- 1978: Wodne dzieci

## Nagrody i nominacje
Za rolę Stanleya Farquhara w filmie The Spy with a Cold Nose został nominowany do nagrody Złotego Globu.